# 理科太太
理科太太（1987年4月23日—），本名陳映彤（英語：Evelyn Chen），臺灣臺北市出生，現居臺灣臺北市與美國矽谷兩地。母親為化妝品公司老闆。原本是一名生物醫學工程師，與在美國長大、擔任藥劑師的John在臺灣結婚生子（2021年12月14臺北正式離婚），於2018年6月7日創立YouTube頻道並以「理科太太」為名拍攝影片，並以直率表情和犀利精準談吐極速竄紅。原先拍攝影片僅基於與親友分享之目的，但2018年7月14日臺灣好友兼圖文作家「大力」於Facebook轉載她的影片，因而聲名大噪，並在該年年底獲票選頒為「2018 ELLE STYLE AWARDS 風格人物大賞最具風格YouTuber」及「2018台灣快速竄紅創作者」。
影片類型初期是以大眾科學知識為主，但自2018年底開始，其影片內容趨向多樣化，包括生活用品業配、VLOG與名人訪談。

## 經歷
理科太太早年就讀臺北市私立薇閣國民小學及臺北市私立薇閣高級中學，之後曾於矽谷的保養品實驗室進行創業，但經營不順幾乎倒閉破產，讓理科太太差點決定回到台灣。最後，理科太太決定將僅剩的資金全部投入，在自己臉上進行實驗，先把會引起青春痘的高濃度痤瘡桿菌塗在臉上，再使用自家保養品治療。整整9天，理科太太全程戴著安全帽攝影機記錄痘痘變化，約5分鐘的影片採取病毒式行銷，引起廣大迴響，為理科太太累積高點閱並創下1年1億元台幣的營業額，終於讓理科太太免於破產。
2019年11月28日理科太太在臉書發布影片及貼文表示，任職於Kaiser Permanente藥劑師的先生憂鬱症復發，身為照顧者的她也出現自律神經失調的症狀，因此頻道暫停發布影片，並已於2020年春季恢復。
2021年12月14日，與丈夫因為無法磨合的個性差異而協議離婚。

## YouTuber經歷
起因是為了回答身邊親友的問題，決定用拍片的方式上傳至YouTube頻道。
影片可以分為以下幾個系列：
- 生活的科學系列：

針對每個人生活中常見問題，如全民瘋生酮飲食、科學料理、抑或想模仿科學地電影角色超能力，試圖用科學實驗或理論，改善生活的大小事或打破迷思。
- 感受的科學系列：

用科學的角度，解釋愛情、憂鬱症以及情緒問題。
- 理科任意門系列：

由於常往返美國、台灣兩地，常開箱美國日常生活，以及世界各地旅遊Vlog。
- 商業合作系列：

以科學實證、理論說明或夫妻小劇場，推薦商業合作夥伴產品。合作夥伴包含Sony、Intel、Toyota、Panasonic、P&G、Google、Facebook、IKEA、麥當勞、LG、L'Oréal...等。
- 名人訪談系列：

跨界合作，以科學或情緒切入訪談蔡依林、劉德華、蔡康永、唐綺陽、蕭敬騰、瑪莎、Kurt Schneider、Jason Mraz...等國內外知名領域名人。

## 演出作品

### 動畫配音
2019年為索尼動畫電影《憤怒鳥玩電影2：冰的啦！》中為「粉姬」角色配音。

## 廣告
與浩子拍攝TOYOTA All New PRIUS廣告。

## 爭議

### 農業科普內容被批有誤
2019年1月2日，台大農藝系的郭華仁教授質疑，50年前確有菜農澆大便，但現在的規範可不能直接使用：「她的科學是活在50年前嗎？」
。此文貼出後不久，許多媒體和部落客前仆後繼地撰寫評論，認為科學傳播者在傳播知識的過程中，難免會有錯誤，希望大家就事論事，避免過度批評，讓科普傳授者怯於發布相關文章或影片。
農糧署表示，日前接獲民眾反映，指人氣科普Youtuber理科太太在2018年8月22日發表的「吃有機食物真的比較好嗎？」影片部分內容有誤，查證後，發現有關有機的部分說法與台灣現行規定不符。為避免引起誤解，因此針對其爭議內容，於2019年1月17日在粉絲專頁回應，並以農糧署帳號到理科太太Youtube網站該影片下方留言澄清有誤內容。但農糧署於2019年1月22日表示，僅是就其有關有機部分內容加以澄清，沒有對網紅進行人身攻擊，希望媒體不要移花接木，說農糧署轟理科太太智障。

### 遭批智障
2019年1月19日，網友張紹中發文章質疑理科太太的智商170，以五大理由點出她的影片內多項錯誤論點，更直指「理科太太是個智障」，精闢分析引起多數PTT網友討論。對此，理科太太在Instagram限時動態上回應：「我的智力應該是正常」。雞排妹認為理科太太開始被攻擊，只是因為她的存在「傷害到男人自尊心，尤其是瞧不起臺女的那群，他們就是無法接受，跟女人相比自己顯得平庸，理科太太迅速竄紅，樹大招風，難免惹出負面評價」。

### YouTuber 違規醫療廣告遭開罰首例
2019年3月，因開箱慧智基因股份有限公司之「子宮頸癌篩檢產品」影片《只要一分鐘就能在家中做子宮頸癌篩檢》有廣告之事實，且未經先經過醫療器材、藥物等廣告審查；故遭台北市政府衛生局判定理科太太違反《藥事法》，處罰鍰廣告主慧智基因公司及產品薦證代言人理科太太各20萬元。北市衛生局亦表示此產品屬於高風險性的第三級醫療器材，就算申請刊登也不會核准。
14日時理科太太下架該影片，不過「代言」或稱薦證行為已屬實；事發後，該影片中提到的「給予醫療器材的醫師」慧智基因董事長蘇怡寧，除在臉書上發表大篇幅澄清文─撇清理科太太業配合作的細節，也對未申請的質疑聲浪回擊：「負責的同仁認為這是衛教文，而非廣告，所以沒有申請。」試圖透過政府機關以及相關研究，將焦點轉移到「HPV自我檢測」的科學問題。

### 宣傳維他命「1瓶抵12瓶」業者違食安法挨罰
2021年2月底「理科太太」在募資平台推出「太空人維他命」營養補充品，共募資超過3000萬元，由於商品宣稱「1瓶抵12瓶」，引來各界關注。台北市衛生局調查認定廣告涉及誇張易生誤解，已依違反食安法裁處4萬元罰鍰。
「理科太太」2月底在募資平台推出營養補充品，商品宣稱「1瓶抵12瓶」、「30天就有感覺」、「讓思緒靈敏」，遭外界質疑誇大不實、涉及療效，可能違反食品安全衛生管理法28條。衛生局調查後發現，維他命廣告涉及誇張易生誤解，已違反食安法第28條第1項規定，開罰4萬元罰鍰。
違規部分包括「1瓶抵12瓶」的比較表未將訊息充分揭露，且互相比較的對象也沒確實清楚完整列示；「增進神經系統的健康」應該是維生素B6功能，而非葉酸功能。且廣告頁面原有「非基改金盞草」字樣，但目前尚未存在國際上已審核通過可種植或作為食品原料的基因改造金盞草，衛生局表示，產品不得宣稱「非基改金盞草」。
衛生局表示，由於廣告是集資公司刊登，且理科太太關於商品的說明內容並無違規詞句，因此不會開罰理科太太。
理科太太宣傳維他命「1瓶抵12瓶」 業者違食安法挨罰 （页面存档备份，存于）

### 販售「諮商筆記」課程引發爭議
2022 年12月1日，理科太太與Hahow推出「理科太太的諮商筆記－從自我覺察到自我療癒」線上課程，以自身100多個小時接受諮商的經驗作為號召，主打「從自我覺察到自我療癒」，引發違反心理師法及諮商倫理等爭議。台北市衛生局心理衛生科技正黃思維表示，若網站不具心理治療所、諮商所資格卻使用類似名稱，恐涉及違法心理師法第22條第2項，裁罰3萬元以上、15萬元以下罰鍰。如在課程中提供涉及醫療行為的互動，則違法未具心理師資格執行相關業務，可依涉及違法心理師法第42條處2年以下有期徒刑，併科3萬以上、15萬以下罰金。就算理科太太請心理師協助在平台回答，心理師也恐因未報備核可場所執行業務，依心理師法第10條處1萬元以上、5萬元以下罰金。衛生局表示，尚未就事證進行調查，如接獲檢舉，將請理科太太到案說明。理科太太則強調「絕不觸及諮商」，並以「酸民惦惦啦！人家已經在猶豫要不要開始認識自己、透過別人的分享鼓起勇氣去諮商了，你在蹭什麼？」等語回應質疑。

## 公益活動
台灣世界展望會 終止兒童受暴 End Violence Against Children 。

## 演講經歷
2018 果實30「聽我說故事」老少談青春

## 參與節目
- 三立《消失的國界》[22]
- TVBS《看板人物》[23]
- WIN TV《大雲時堂》[24]

## 獎項

### 得獎記錄
| 年份 | 獲提名 | 獎項                                                         | 結果  |
| ---- | ------ | ------------------------------------------------------------ | ----- |
| 2018 |        | ELLE STYLE AWARDS 風格人物大賞最具風格YouTuber               |       |
|      |        | YouTube 2018年度影片排行榜 「台灣快速竄紅創作者」排行榜      | 第1名 |
|      |        | DailyView網路溫度計 2018人氣最夯的十大知識型YouTuber排行榜   | 第9名 |
|      |        | DailyView 網路溫度計 2019全台灣網路聲量前十大YouTuber 排行榜 | 第6名 |
|      |        | 1111人力銀行 2019上班族最愛網紅                              | 第3名 |
|      |        | 天下雜誌 2019消費者心占率YouTuber                            | 第3名 |
|      |        | DailyView 網路溫度計 2019台灣20大超人氣正妹YouTuber排行榜    | 第5名 |

### 其他
| 年份 | 獲提名 | 獎項                                               | 結果 |
| ---- | ------ | -------------------------------------------------- | ---- |
| 2018 |        | Google Youtube台灣年度排行榜「快速竄升創作者」Top1 | 獲獎 |

## 外部連結
- 理科太太 Li Ke Tai Tai  （页面存档备份，存于） Yahoo TV
- 理科太太 Li Ke Tai Tai的Facebook專頁
- Evelyn Chen 理科太太的Instagram帳戶
- YouTube上的理科太太 Li Ke Tai Tai頻道